# Соломон Мамалоні
Соломон Сунаоне Мамалоні (англ. Solomon Sunaone Mamaloni, 1943—2000) — політичний діяч держави Соломонових Островів.

## Біографія
Народився у січні 1943 року на острові Сан-Крістобаль в окрузі Макіра. Його батько був місцевим чиновником за влади Великої Британії.
У 1964—1966 роках здобував вищу освіту у Новій Зеландії. З 1966 року працював у місцевих органах влади колонії Великої Британії Соломонові Острови; з 1970 року — депутат законодавчої ради колонії; перетвореної у 1974 році в парламент. У 1974—1976 роках — головний міністр колонії. Мамалоні — один з творців незалежності Соломонових Островів; з 1970-х років до 1997 року — голова Народної Прогресивної партії.
У 1981—1984; 1989—1993; 1994—1997 роках — Прем'єр-міністр Соломонових Островів. Переміг на парламентських виборах 1989 року. Звинувачувався у корупції. Помер 11 січня 2000 року від хвороби нирок.